# أنجي ستون
أنجي ستون (بالإنجليزية: Angie Stone) مواليد 18 ديسمبر 1961 في كولومبيا، كارولاينا الجنوبية، الولايات المتحدة، هي ممثلة ومنتجة أمريكية بدأت مسيرتها الفنية عام 1979.

## وصلات خارجية
- أنجي ستون على موقع IMDb (الإنجليزية)
- أنجي ستون على موقع روتن توميتوز (الإنجليزية)
- أنجي ستون على موقع قاعدة بيانات الأفلام العربية
- أنجي ستون على موقع ألو سيني (الفرنسية)
- أنجي ستون على موقع ميوزك برينز (الإنجليزية)
- أنجي ستون على موقع رولينغ ستون (الإنجليزية)
- أنجي ستون على موقع أول موفي (الإنجليزية)
- أنجي ستون على موقع قاعدة بيانات برودواي على الإنترنت (الإنجليزية)
- أنجي ستون على موقع قاعدة بيانات الأفلام السويدية (السويدية)
- أنجي ستون على موقع إن إن دي بي (الإنجليزية)